# Frederick Zeuner
Frederick Everard Zeuner (8 mars 1905 - 5 novembre 1963) est un paléontologue et archéologue géologique allemand spécialisé dans l'époque pléistocène. Il est contemporain de Gordon Childe à l'Institut d'archéologie de l'Université de Londres. Zeuner propose un schéma détaillé de corrélation et de datation des événements climatiques et culturels préhistoriques européens sur la base des cycles de Milankovitch. Il travaille également sur les insectes orthoptères avec le genre de grillons de brousse Zeuneriana qui porte son nom. Il est considéré comme un pionnier de l’archéologie environnementale.

## Biographie
Zeuner est né à Berlin, en Allemagne. Il étudie à Berlin puis à Tübingen et obtient finalement son doctorat à l'Université de Breslau en 1927. À Breslau, il est l'élève de Walther Soergel. Après avoir travaillé comme Privatdozent à l'Université de Breslau de 1927 à 1930 et comme professeur de géologie à l'Université de Fribourg de 1931 à 1934, il émigre en Angleterre après avoir été renvoyé de l'université parce que sa femme Etta est juive. Il est aidé par l'Academic Assistance Council (fondé par William Beveridge, plus tard connu sous le nom de Council for Assisting Refugee Academics - CARA) et travaille comme chercheur associé au British Museum (Natural History) de 1934 à 1936. Pendant la Seconde Guerre mondiale, il travaille au Centre de recherche antiacridienne. Zeuner devient professeur de géochronologie à l'Institut d'archéologie de l'Université de Londres de 1936 à 1945 grâce à l'aide de Mortimer Wheeler. Il obtient un doctorat en sciences. de l'université de Londres en 1942 pour ses travaux sur les Ensifera fossiles. En 1944, il est promu professeur. De 1946 à 1963, il est professeur, le premier en archéologie environnementale, et directeur de l'archéologie environnementale à l'Institut d'archéologie de l'Université de Londres, et a comme élève Andrée Rosenfeld. 
Son livre le plus influent est The Pleistocene Period (1945). Il y utilise une estimation chronologique basée sur le niveau de la mer, la moraine glaciaire, le loess et les terrasses fluviales. Ce livre est suivi d'un autre sur la Dating the Past (1946). Il participe à l'examen de matériaux excavés du Néolithique et utilise la datation au radiocarbone. Cela conduit à une autre œuvre majeure : A History of Domesticated Animals (1963). Il est membre de la Geologische Vereinigung en Allemagne et est admis à l'Académie allemande des sciences naturelles Leopoldina (1952). Il est également membre de l'Institut royal d'anthropologie de Grande-Bretagne et d'Irlande,. Il est décédé d'un arrêt cardiaque.

## Publications
- Dating the Past: An Introduction to Geochronology. Londres : Methuen, 1946.
- Prehistory in India: Four Broadcast Talks on Early Man . Inde : Deccan College Postgraduate and Research Institute, 1951.
- The Pleistocene Period: Its Climate, Chronology, and Faunal Successions . Hutchinson Scientifique et Technique, 1959.
- « Fossil insects from the Lower Lias of Charmouth, Dorset » dans Bulletin of the British Museum (Natural History), Geology, 7:155-171 [M. Clapham/J. Karr/M. Clapham]
- A history of domesticated animals. Paris : Gallimard, 1963.